# Langenargen (stacja kolejowa)
Langenargen – stacja kolejowa w Langenargen, w kraju związkowym Badenia-Wirtembergia, w Niemczech.  Stacja znajduje się w centrum miejscowości przy Eisenbahnstraße.
| Langenargen                |  |                              |
| Linia Bodenseegürtel       |  |                              |
| Eriskirchodległość: 3,8 km |  | Kressbronn odległość: 4,3 km |